# My Little Pony (série animada)
Meu Pequeno Pónei (português europeu) ou Meu Querido Pônei (português brasileiro) (no original My Little Pony, e posteriormente My Little Pony 'n Friends) foi uma série de desenho animado baseada na franquia homónima produzida entre os anos de 1986 e 1987 pela Sunbow Productions e Marvel. No Brasil, a série foi exibida na Rede Globo, através dos programas Xou da Xuxa e TV Colosso em 1987, e no Tooncast em 2010. A série foi lançado em VHS no Brasil. Em Portugal, a série foi emitida pela RTP1 em 1987.
É considerado um dos clássicos da década de 1980. Contava a história de três jovens crianças e seus pequenos amigos pôneis que viviam no lugar mágico conhecido como Vale dos Sonhos, os episódios geralmente giram em torno de aventuras e superação dos personagens envolvendo temas de amizade além de ataques de vilões sombrios.
Como outros desenhos da época, logo surgiu uma linha de bonecos inspirados nos cavalinhos, que tinham como característica longas crinas, cores variadas e uma marca traseira que identificava cada um. Hoje, eles voltaram a ser produzidos e são um grande sucesso entre as crianças.

## Enredo
A história se passa na fictícia Terra dos Pôneis, uma terra mágicas, lar de diversos tipos de criaturas mágicas. Os pôneis possuem uma vida pacífica no Vale do Sonho, com músicas e diversões. No entanto, nem todas as criaturas desse reino são tão pacíficas, e os pôneis frequentemente têm que lutar contra as bruxas, trolls, duendes e todos os outros animais que querem atormentar a vida destas criaturas. A série tem como personagens principais três crianças: Megan, Danny e Molly que são amigos dos pôneis, acompanhados também do dragão Spike, eles ajudam os pôneis a combater o mal e resolver os problemas na sua terra.

## Personagens e elenco

### Versão americana
- Bettina Bush como Megan
- Charlie Adler como Spike
- Susan Blu como Buttons, Paradise
- Nancy Cartwright como Gusty, Baby Heart Throb, Baby Cuddles, Posey, Truly, Honeysuckle, Surf Rider
- Jeannie Elias como Whizzer, Masquerade, Baby Lickety-Split, Magic Star, Sweet Stuff, Sun Shower
- Ellen Gerstell como Lofty, Locket, Mimic, Scoops
- Skip Hinnant como Narrador
- Keri Houlihan como Molly
- Katie Leigh como Fizzy, Heart Throb, Lickety-Split, Ribbon, Baby Shady, Baby Gusty, Baby Tiddley-Winks, Water Lily
- Sherry Lynn como Galaxy, Gingerbread, Cherries Jubilee, Baby Half-Note, Baby Ribbon, Baby Sundance
- Scott Menville como Danny
- Sarah Partridge como Wind Whistler
- Russi Taylor como Cupcake, Rosedust, Morning Glory
- Betty Jean Ward como Surprise, North Star, Peach Blossom, Forget-Me-Not
- Jill Wayne como Baby Lofty, Shady

### Dobragem Portuguesa
- Bolhas/Galáxia - Rosa Quiroga
- Botões/Pão Doce - Emília Silvestre
- Tempestade/Pulsação - Teresa Miranda
- Lufada/Bebé Caricias - Zélia Santos
- Paraíso - Margarida Machado
- Fumaça - Jorge Paupério
- Marta - Jusefina Ungaro
- Moochick - Jorge Mota
- Genérico foi interpretado por: Maria do Amparo e Samuel[1]

## Episódios

### Piloto (1984-1985)
| Título                        | Data de exibição    |
| ----------------------------- | ------------------- |
| "Rescue from Midnight Castle" | 14 de abril de 1984 |
| "Escape from Catrina"         | 23 de março de 1985 |

### Filme (1986)
| Título                    | Data de exibição    |
| ------------------------- | ------------------- |
| My Little Pony: The Movie | 20 de junho de 1986 |

### 1ª Temporada (1986)
Esta temporada formado por 50 episódios.
| #     | Título                                      | Data de exibição                    |
| ----- | ------------------------------------------- | ----------------------------------- |
| 1-10  | The End of Flutter Valley (parte 1-10)      | 15–26 de setembro de 1986           |
| 11-14 | The Ghost of Paradise Estate (parte 1-4)    | 29 de setembro–2 de outubro de 1986 |
| 15    | The Great Rainbow Caper                     | 3 de outubro de 1986                |
| 16-19 | The Glass Princess (parte 1-3)              | 6–9 de outubro de 1986              |
| 20    | Pony Puppy                                  | 10 de outubro de 1986               |
| 21-24 | Bright Lights (parte 1-3)                   | 13–16 de outubro de 1986            |
| 25    | Sweet Stuff and the Treasure Hunt           | 17 de outubro de 1986               |
| 26-29 | The Return of Tambelon (parte 1-4)          | 20–23 de outubro de 1986            |
| 30    | Little Piece of Magic                       | 24 de outubro de 1986               |
| 31-34 | The Magic Coins (parte 1-3)                 | 27–30 de outubro de 1986            |
| 35    | Mish Mash Melee                             | 31 de outubro de 1986               |
| 36-37 | Woe is Me (parte 1 e 2)                     | 3–4 de novembro de 1986             |
| 38-39 | Fugitive Flowers (parte 1 e 2)              | 5–6 de novembro de 1986             |
| 40    | Would Be Dragonslayer                       | 7 de novembro de 1986               |
| 41-42 | Baby, It's Cold Outside (parte 1 e 2)       | 10–11 de novembro de 1986           |
| 43-44 | Crunch the Rockdo (parte 1 e 2)             | 12–13 de novembro de 1986           |
| 45-46 | The Revolt of Paradise Estate (parte 1 e 2) | 14 e 17 de novembro de 1986         |
| 47-48 | Through the Door (parte 1 e 2)              | 18–19 de novembro de 1986           |
| 49-50 | Rescue from Midnight Castle (parte 1 e 2)   | 20–21 de novembro de 1986           |

### 2ª Temporada (1987)
Esta temporada formado por 15 episódios.
| #     | #     | Título                                       | Data de exibição          |
| ----- | ----- | -------------------------------------------- | ------------------------- |
| 51-54 | 1-4   | The Quest of the Princess Ponies (parte 1-4) | 7–10 de setembro de 1987  |
| 55    | 5     | Spike's Search                               | 11 de setembro de 1987    |
| 56-57 | 6-7   | The Golden Horseshoes (parte 1 e 2)          | 14–15 de setembro de 1987 |
| 58-59 | 8-9   | Flight to Cloud Castle (parte 1 e 2)         | 16–17 de setembro de 1987 |
| 60    | 10    | The Ice Cream Wars                           | 18 de setembro de 1987    |
| 61-62 | 11-12 | Somnambula (parte 1 e 2)                     | 21–22 de setembro de 1987 |
| 63    | 13    | The Prince and the Ponies                    | 23 de setembro de 1987    |
| 64-65 | 14-15 | Escape from Catrina (parte 1 e 2)            | 24–25 de setembro de 1987 |